# Kassina schioetzi
Kassina schioetzi là một loài ếch thuộc họ Hyperoliidae.
Loài này có ở Bờ Biển Ngà, Guinea, có thể cả Burkina Faso, có thể cả Ghana, và có thể cả Liberia.
Môi trường sống tự nhiên của chúng là rừng ẩm vùng đất thấp nhiệt đới hoặc cận nhiệt đới, xavan khô, xavan ẩm, đầm nước ngọt, đầm nước ngọt có nước theo mùa, đất canh tác, vùng đồng cỏ, và vườn nông thôn.
Chúng hiện đang bị đe dọa vì mất môi trường sống.